# Liste der Stolpersteine in Steinheim (Westfalen)
Die Liste der Stolpersteine in Steinheim (Westfalen) enthält die Stolpersteine, die im Rahmen des gleichnamigen Kunst-Projekts von Gunter Demnig in Steinheim verlegt wurden. Mit ihnen soll an die Opfer des Nationalsozialismus erinnert werden, die in Steinheim lebten und wirkten.

## Liste der Stolpersteine

### Bergheim
| Name               | Adresse                | Bild                                | Inschrift | Verlegedatum  | Biografie und Anmerkungen |
| ------------------ | ---------------------- | ----------------------------------- | --- | ------------- | ------------------------- |
| Bernhard Judenberg | Sandebecker Straße 2 · | Stolperstein für Bernhard Judenberg | Hier wohnte Bernhard Judenberg Jg. 1893 'Schutzhaft' 1938 Buchenwald deportiert 1942 Ghetto Warschau ermordet         | 12. Dez. 2018 |                           |
| Paula Judenberg    | Sandebecker Straße 2 · | Stolperstein für Paula Judenberg    | Hier wohnte Paula Judenberg geb. Neuburger Jg. 1900 deportiert 1942 Ghetto Warschau ermordet                          | 12. Dez. 2018 |                           |
| Gisela Judenberg   | Sandebecker Straße 2 · | Stolperstein für Gisela Judenberg   | Hier wohnte Gisela Judenberg Jg. 1926 deportiert 1942 Ghetto Warschau ermordet                                        | 12. Dez. 2018 |                           |
| Paula Eisenstein   | Sebastianusstraße 7 ·  | Stolperstein für Paula Eisenstein   | Hier wohnte Paula Eisenstein geb. Hochheimer Jg. 1874 deportiert 1942 Theresienstadt 1944 Auschwitz ermordet          | 12. Dez. 2018 |                           |
| Johanna Neuhaus    | Sebastianusstraße 7 ·  | Stolperstein für Johanna Neuhaus    | Hier wohnte Johanna Neuhaus geb. Eisenstein Jg. 1900 Flucht Shanghai                                                  | 12. Dez. 2018 |                           |
| Fritz Eisenstein   | Sebastianusstraße 7 ·  | Stolperstein für Fritz Eisenstein   | Hier wohnte Fritz Eisenstein Jg. 1903 'Schutzhaft' 1938 Dachau deportiert 1942 Theresienstadt 1943 Auschwitz ermordet | 12. Dez. 2018 |                           |
| Heinz Neuhaus      | Sebastianusstraße 7 ·  | Stolperstein für Heinz Neuhaus      | Hier wohnte Heinz Neuhaus Jg. 1922 deportiert 1942 Theresienstadt 1943 Auschwitz ermordet                             | 12. Dez. 2018 |                           |

### Steinheim
| Name             | Adresse              | Bild                              | Inschrift                                                                                                   | Verlegedatum  | Biografie und Anmerkungen |
| ---------------- | -------------------- | --------------------------------- | --- | ------------- | ------------------------- |
| Elise Löwendorf  | Detmolder Straße 4 · | Stolperstein für Elise Loewendorf | Hier wohnte Elise Loewendorf Jg. 1872 deportiert 1942 Theresienstadt 1942 Treblinka ermordet                | 10. März 2014 |                           |
| Fanny Löwendorf  | Detmolder Straße 4 · | Stolperstein für Fanny Loewendorf | Hier wohnte Fanny Loewendorf Jg. 1868 deportiert 1942 Theresienstadt 1942 Treblinka ermordet                | 10. März 2014 |                           |
| Carl Herzfeld    | Marktstraße 13 ·     | Stolperstein für Carl Herzfeld    | Hier wohnte Carl Herzfeld Jg. 1873 deportiert 1942 Theresienstadt ermordet 16.1.1943                        | 10. März 2014 |                           |
| Martha Herzfeld  | Marktstraße 13 ·     | Stolperstein für Martha Herzfeld  | Hier wohnte Martha Herzfeld geb. Löwenthal Jg. 1882 deportiert 1942 Theresienstadt ermordet 7.6.1943        | 10. März 2014 |                           |
| Kurt Herzfeld    | Marktstraße 13 ·     | Stolperstein für Kurt Herzfeld    | Hier wohnte Kurt Herzfeld Jg. 1907 'Schutzhaft' 1938 Buchenwald deportiert 1942 Auschwitz ermordet 2.3.1943 | 10. März 2014 |                           |
| Pauline Herzfeld | Marktstraße 13 ·     | Stolperstein für Pauline Herzfeld | Hier wohnte Pauline Herzfeld geb. Wegner Jg. 1912 deportiert 1943 Auschwitz ermordet März 1944              | 10. März 2014 |                           |
| Denny Herzfeld   | Marktstraße 13 ·     | Stolperstein für Denny Herzfeld   | Hier wohnte Denny Herzfeld Jg. 1940 deportiert 1942 ermordet in Auschwitz                                   | 10. März 2014 |                           |